# Åke Borg
Åke Borg (Stoccolma, 18 agosto 1901 – 6 giugno 1973) è stato un nuotatore svedese attivo durante gli anni venti. Era il fratello gemello del più forte Arne Borg, campione di nuoto capace di stabilire 32 primati del mondo in carriera.
I gemelli Borg facevano entrambi parte della staffetta svedese che vinse la medaglia di bronzo alle Olimpiadi di Parigi 1924. A quell'edizione dei Giochi Åke Borg gareggiò anche sui 400 m stile libero, dove arrivò quarto, e nei 1500 m stile libero, dove si classificò sesto.
Alle successive Olimpiadi di Amsterdam 1928 era iscritto come componente della staffetta svedese della 4 x 200 m stile libero, ma non fu impiegato nelle serie di qualificazione né in finale.